# Velîki Novosilkî, Mostîska
Velîki Novosilkî (în ucraineană Великі Новосілки) este un sat în comuna Balîci din raionul Mostîska, regiunea Liov, Ucraina.

## Demografie
Componența lingvistică a localității Velîki Novosilkî
     Ucraineană (100%)
Conform recensământului din 2001, toată populația localității Velîki Novosilkî era vorbitoare de ucraineană (100%).